# 1721年大不里士地震
1721年大不里士地震發生於4月26日，震央位於伊朗大不里士附近。地震夷平了市內約四分之三的地區，包括市內許多著名的清真寺和學校，導致數萬人死亡。地震造成的傷亡人數在8,000至250,000人之間；最有可能的傷亡人數約為80,000人。
地震發生時，人們普遍認為這場地震是厄運的徵兆，或神靈憤怒的體現 。地震造成的破壞是鄂圖曼帝國在1725年成功佔領大不里士的重要因素，同時也加劇了大不里士當時的經濟困境。地震也摧毀了大不里士一些重要的歷史古蹟。關於這場地震的記載常常與1727年大不里士地震的描述混為一談。